# Liste der Gemeindeverbände in Réunion
Réunion ist ein Überseedépartement (mit der Ordnungsnummer 974) und eine Region Frankreichs. Die 24 Gemeinden haben sich in fünf Gemeindeverbänden organisiert.
Siehe auch: Liste der Gemeinden auf Réunion

## Gemeindeverbände

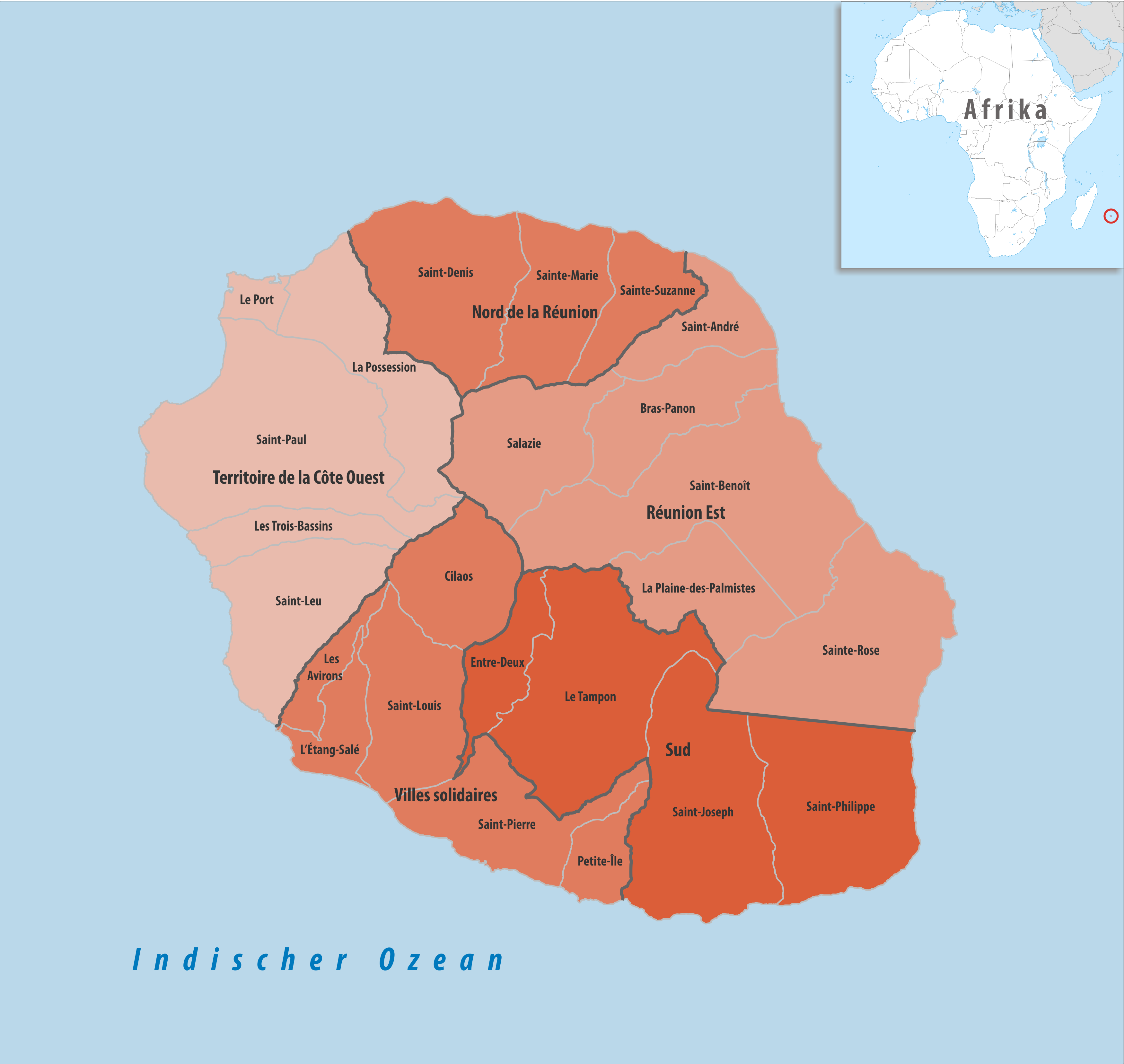
Gemeindeverbände in Réunion

| Gemeindeverband             | Gemeinden im Départ./Verband | Einwohner 1. Januar 2022 | Fläche km² | Dichte Einw./km² | SIREN- Nummer | Rechtsform                 | Gründungsdatum    |
| --------------------------- | ---------------------------- | ------------------------ | ---------- | ---------------- | ------------- | -------------------------- | ----------------- |
| Nord de la Réunion          | 3/3                          | 216.588                  | 287,84     | 752              | 249 740 119   | Communauté d’agglomération | 28. Dezember 2000 |
| Réunion Est                 | 6/6                          | 128.965                  | 735,84     | 175              | 249 740 093   | Communauté d’agglomération | 21. Dezember 2001 |
| Sud                         | 4/4                          | 133.164                  | 564,70     | 236              | 249 740 085   | Communauté d’agglomération | 30. Dezember 2009 |
| Territoire de la Côte Ouest | 5/5                          | 218.990                  | 537,20     | 408              | 249 740 101   | Communauté d’agglomération | 31. Dezember 2001 |
| Villes solidaires           | 6/6                          | 183.641                  | 378,14     | 486              | 249 740 077   | Communauté d’agglomération | 26. Dezember 2002 |